# Izzat al-Ghazzawi
Izzat al-Ghazzawi (Arabisch: عزت الغزاوي) (Deir al-Ghusoun, 4 december 1951 – Ramallah, 4 april 2003) was een Palestijns schrijver, literatuurcriticus en vredesactivist. Hij werd geboren op de Westelijke Jordaanoever.

## Studie en persoonlijk leven
Hij werd geboren in een groot gezin. Zelf kreeg hij zes kinderen en hij woonde in Ramallah.
Ghazzawi studeerde Engelse literatuur en behaalde zijn bachelorsgraad aan de Universiteit van Jordanië in Amman in 1974, met een proefschrift over Amerikaans-Britse literatuur. Hier en aan de Universiteit van South Dakota studeerde hij verder in dit vak en hij behaalde zijn mastertitel in 1982. Later behaalde zijn doctorsgraad.
Zijn zoon Ramy werd tijdens de Intifada in 1993 op 16-jarige leeftijd om het leven gebracht door het Israëlische leger, toen die op het schoolplein een gewonde vriend te hulp wilde schieten. Ghazzawi bleef ondanks deze gebeurtenis in dialoog met Israëli's.

## Literair werk
Op een leeftijd van 13 jaar schreef hij zijn eerste toneelstuk.
Vanaf 1982 werd hij docent aan de Universiteit van Bir Zeit, die toen in door Israël bezet gebied in Jordanië lag.
Ghazzawi schreef verschillende romans, novelles en literatuurkritische stukken. Hij was voorzitter van de Palestijnse schrijversbond en organiseerde in 1997 voor het eerst de Internationale Schrijversconferentie in de Palestijnse gebieden, en zat die ook voor.

## Politieke en vredesactiviteiten
Hij was voorzitter van het uitvoerende bureau van de Palestijnse Raad voor Gerechtigheid en Vrede.
Hij schreef een boek samen met Abraham Yehoshua, een bekende schrijver van Israëlische afkomst, over de relaties tussen Palestijnen en Israëli's. Het boek met foto's van Oliviero Toscani werd een groot succes.
Vanwege zijn politieke activiteiten werd hij tussen februari 1989 en mei 1991 door de Israëlitisch autoriteiten gevangengezet in Beër Sjeva. Tijdens zijn gevangenschap schreef hij het boek Letters Underway. Ook was hij geregeld doelwit van plaagacties van Israëlische autoriteiten.

## Onderscheidingen
Ghazzawi ontving in 1995 in het Noorse Stavanger de Internationale Prijs voor Vrijheid van Meningsuiting.
In 2001 ontving hij samen met de Israëlische Nurit Peled-Elhanan en de Sudanese Dom Zacarias Kamwenho de Sacharovprijs voor de Vrijheid van Denken van het Europees Parlement. De Sacharovprijs is bestemd voor personen en organisaties die zich wijden aan de bescherming van de rechten en fundamentele vrijheden van de mens.